# Aequatorium
Aequatorium es un género de plantas herbáceas perteneciente a la familia de las asteráceas siendo originario de Sudamérica. Comprende 39 especies descritas y de estas, solo 23 aceptadas.

## Taxonomía
El género fue descrito por Rune Bertil Nordenstam y publicado en Opera Botanica 44: 59. 1978.

## Especies aceptadas
A continuación se brinda un listado de las especies del género Aequatorium aceptadas hasta julio de 2012, ordenadas alfabéticamente. Para cada una se indica el nombre binomial seguido del autor, abreviado según las convenciones y usos.
- Aequatorium albiflorum (Wedd.) Cuatrec. & S.Díaz
- Aequatorium asterotrichum B.Nord.
- Aequatorium cajamarcense H.Rob. & Cuatrec.
- Aequatorium carpishense (Cuatrec.) H.Rob. & Cuatrec.
- Aequatorium caucanum S.Díaz & Cuatrec.
- Aequatorium jamesonii (S.F.Blake) C.Jeffrey
- Aequatorium juninense H.Rob. & Cuatrec.
- Aequatorium latibracteolatum S.Díaz & Cuatrec.
- Aequatorium lepidotum B.Nord.
- Aequatorium limonense B.Nord.
- Aequatorium palealbum S.Díaz & A.Correa
- Aequatorium pascoense H.Beltrán & H.Rob.
- Aequatorium polygonoides (Cuatrec.) B.Nord.
- Aequatorium repandiforme B.Nord.
- Aequatorium repandum (Wedd.) C.Jeffrey
- Aequatorium rimachianum (Cuatrec.) H.Rob. & Cuatrec.
- Aequatorium sinuatifolium S.Díaz & Cuatrec.
- Aequatorium stellatopilosum (Greenm. & Cuatrec.) C.Jeffrey
- Aequatorium tatamanum S.Díaz & A.Correa
- Aequatorium tovarii H.Rob. & Cuatrec.
- Aequatorium tuestae (Cuatrec.) H.Rob. & Cuatrec.
- Aequatorium venezuelanum V.M.Badillo
- Aequatorium verrucosum (Wedd.) S.Díaz & Cuatrec.